# Elleanthus amethystinus
Elleanthus amethystinus là một loài thực vật có hoa trong họ Lan. Loài này được (Rchb.f. & Warsz.) Rchb.f. mô tả khoa học đầu tiên năm 1862.